# Historischer Friseursalon

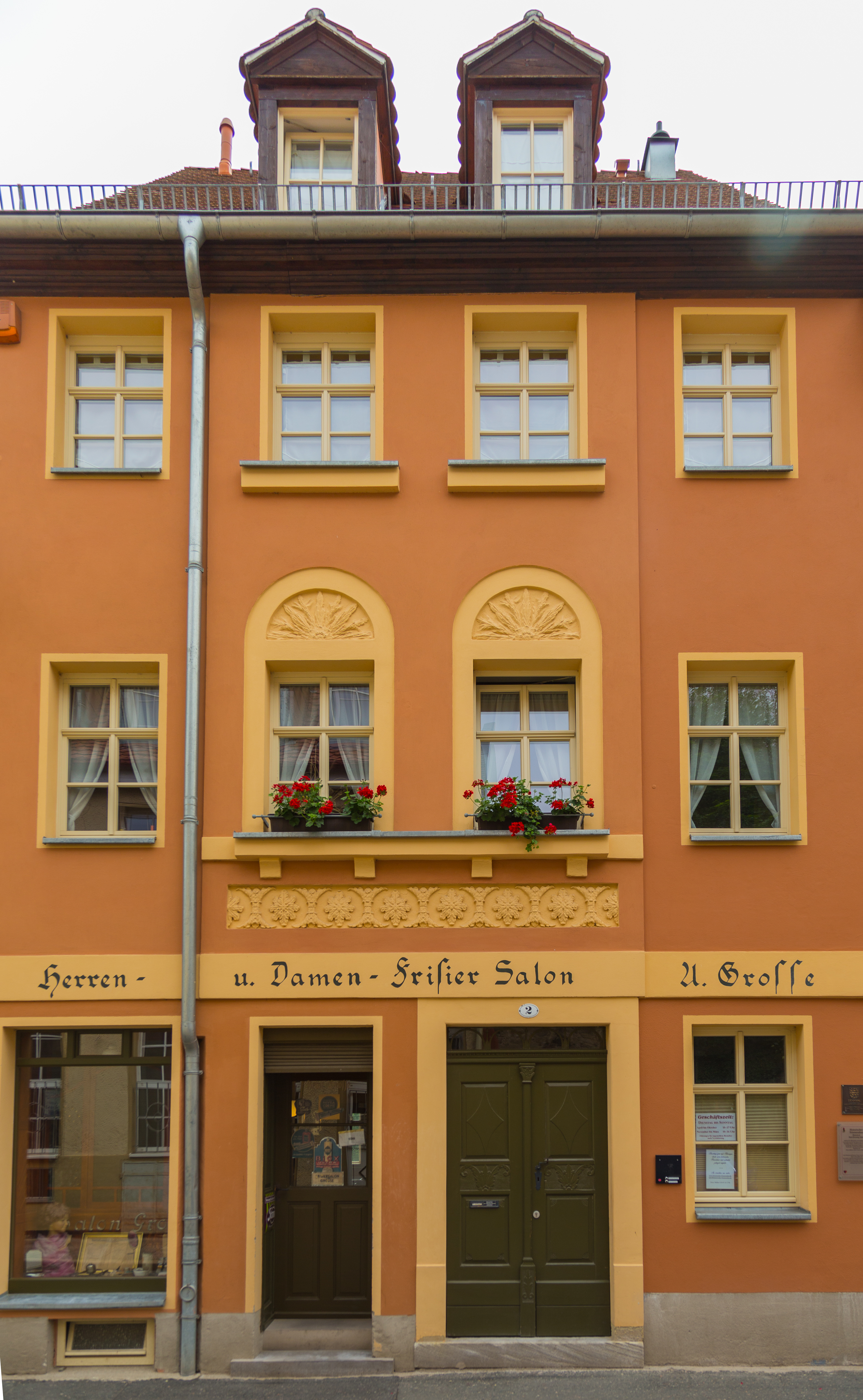
Außenansicht

Der historische Friseursalon im thüringischen Altenburg in der Pauritzer Straße 2 ist ein im Zustand der 1920er Jahre erhaltenes Friseurgeschäft. Ihm kommt eine besondere denkmalpflegerische und stadtgeschichtliche Bedeutung zu.

## Geschichte des Gebäudes
Erstmals bebaut wurde das Grundstück im Jahre 1537. Eine Sichtungsuntersuchung des Landesamtes für Denkmalpflege datiert das Gebäude in das 16. beziehungsweise 17. Jahrhundert. Im 18. oder 19. Jahrhundert erfolgte eine Aufstockung des Gebäudes, wobei vermutlich der alte Dachstuhl wiederverwendet wurde. Die straßenseitige Fassade ist im Barock gehalten. Im ersten Obergeschoss des Gebäudes existiert eine wahrscheinlich im Nachhinein eingebaute Bohlenstube.

## Geschichte des Friseursalons
Im Jahre 1926 erwarb der Friseur Arthur Grosse das Haus und richtete einen Friseurladen mit durch eine Tür miteinander verbundenem hintereinanderliegendem Damen- und Herrensalon. Man betritt das Geschäft auf der linken Seite, daneben befindet sich ein Schaufenster. Arthur Grosse meldete 1966 sein Gewerbe ab und schloss den Laden, welcher daraufhin in einem über 35-jährigen "Dornröschenschlaf" die Zeit überdauerte. Im Jahr 2001 starb schließlich der letzte Besitzer des Gebäudes, woraufhin die Erben es verkaufen und das Inventar entfernen wollten. Die Untere Denkmalschutzbehörde der Stadt informierte daraufhin die Friseurinnung des Altenburger Landes, die dessen Verbleib sicherte. Am 7. März 2002 erfolgte der Kauf und seit 2003 die Sanierung des Objekts.

## Friseurinventar
Das komplette Inventar wie marmorne Frisiertische und Wandverkleidungen, Spiegel, Friseurstühle, Lampen, Haarschneidemaschinen, Heißwellengeräte, ein Warmwasserboiler, Werbeanlagen, eine alte Leuchtreklame sowie kleinere Utensilien stammt aus den 1920er Jahren.

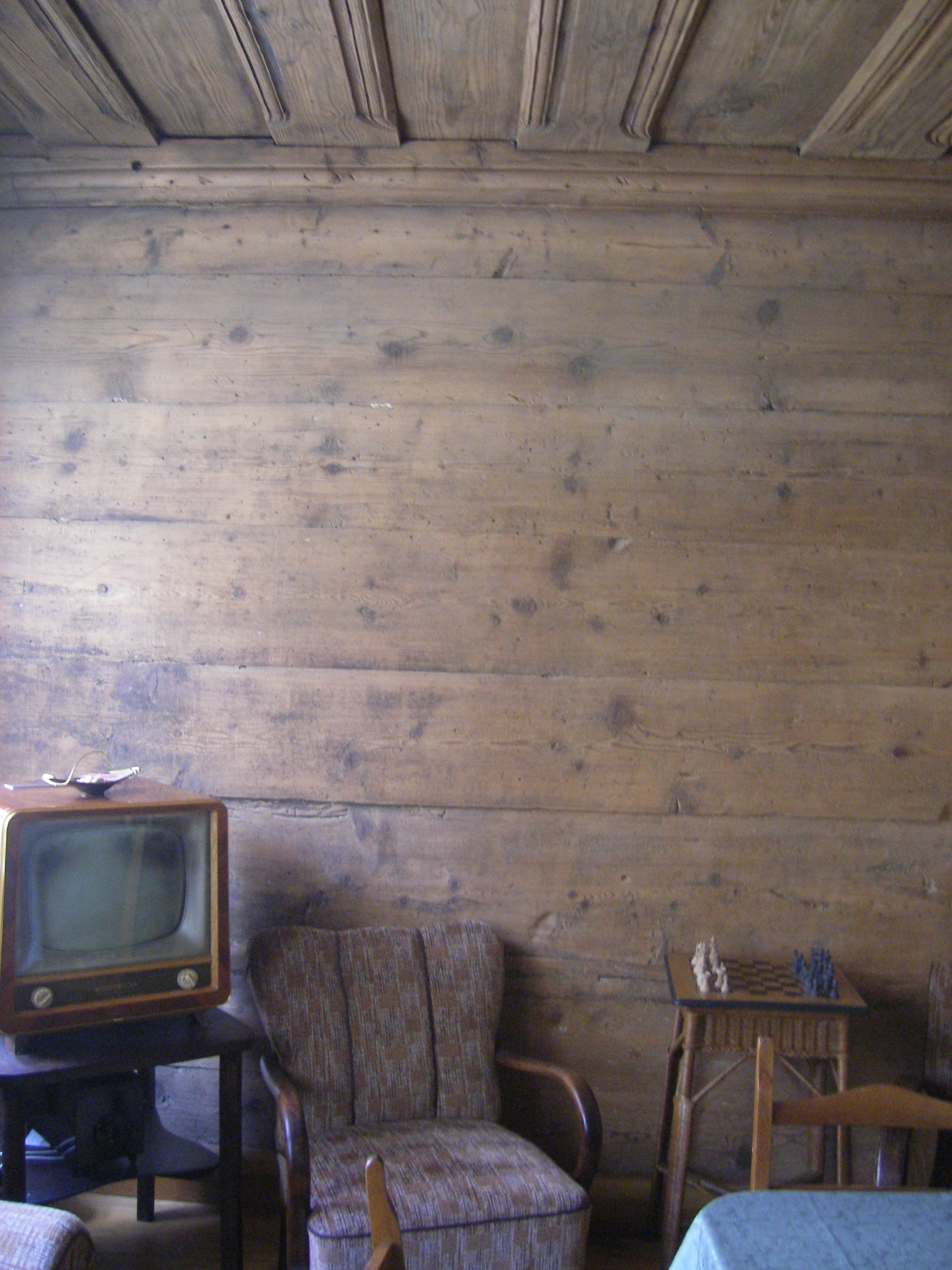
Bohlenstube
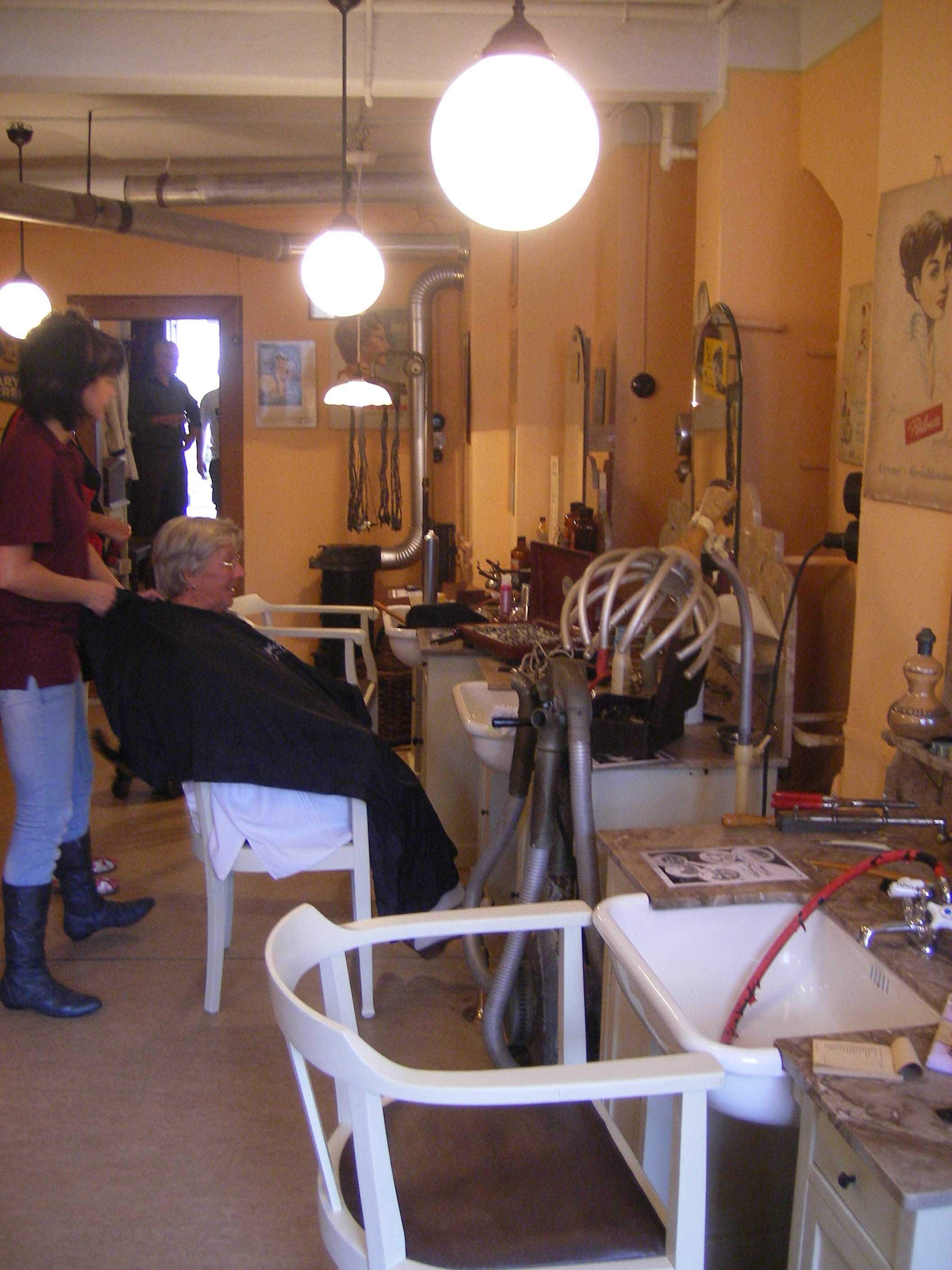
Beim Haaremachen
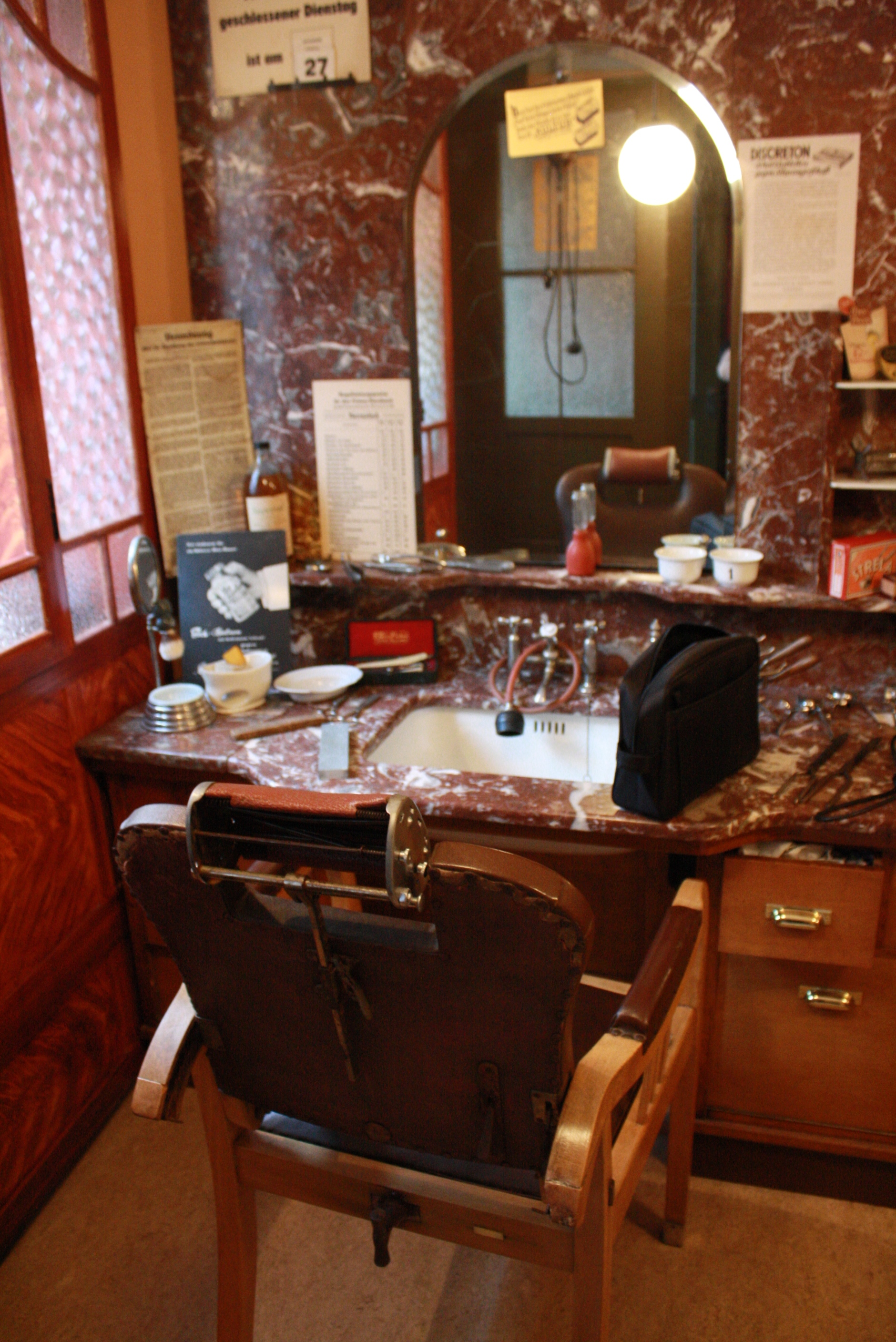
Stuhl und Tisch

## Sonstiges
Einschlägige Bekanntheit erlangte der Salon durch das Playboymagazin April/2010.